# A Memoir of Jane Austen

A Memoir of Jane Austen (« Souvenir de Jane Austen ») est une biographie de la romancière Jane Austen par son neveu, James Edward Austen-Leigh, datée de 1870, mais publiée en réalité le 16 décembre 1869. Une seconde édition est publiée en 1871, qui inclut des écrits de Jane Austen encore non publiés jusque-là.

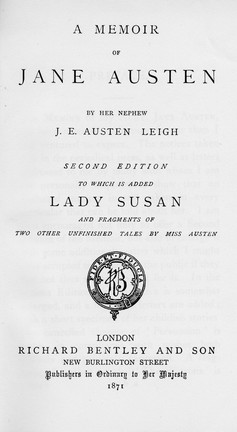
Page de titre de la seconde édition de l'ouvrage (1871)

L'ouvrage a permis un brutal accroissement de la notoriété de Jane Austen, dont la lecture était alors uniquement le fait d'une élite littéraire ; mais il a d'autre part véhiculé durablement, jusque vers les années 1940, une image déformée de l'auteur, héritée de l'image traditionnelle de la femme dans la société victorienne. Il reste que, malgré tous ses défauts, l'ouvrage est l'œuvre fondatrice pour la biographie de Jane Austen.

## Contexte
Projet familial, cette biographie a été écrite par James Edward Austen Leigh, mais doit beaucoup aux souvenirs des nombreux parents de Jane Austen, telle que sa nièce Anna Austen. C'est cependant la décision de sa sœur aînée et meilleure amie, Cassandra, de détruire une grande partie de la correspondance de sa sœur après sa mort qui a déterminé les matériaux disponibles pour cette biographie.
A Memoir of Jane Austen n'est pas une biographie factuelle de Jane Austen, car conformément à la tradition victorienne, de nombreuses informations d'ordre privé ne furent pas divulguées au public ; les membres de la famille eurent cependant quelques désaccords sur les limites exactes de ce qu'il convenait de révéler, par exemple en ce qui concerne la vie sentimentale de Jane Austen.
L'ouvrage présente au public les œuvres de Jane Austen, ce qui crée alors un intérêt pour ses romans, que seule une élite littéraire avait lus jusque là. Il demeure l'ouvrage de référence sur la vie de Jane Austen pendant près d'un demi-siècle.

## Description
A Memoir of Jane Austen est un « ramassis pêle-mêle d'informations, non pas une biographie organisée, historique ou psychologique de la fin du XXe siècle, mais un assortiment sans forme et sans hiérarchie » de détails, tels que la description des vêtements, un panégyrique du filage au rouet, ainsi qu'une digression sur les ancêtres gallois de certains membres de la famille Austen.
Cette biographie ne vise pas non plus à rapporter sans détour la vérité telle qu'elle est. Par exemple, la famille a caché l'existence du véritable second frère de Jane Austen, George, car il était handicapé, décrivant Edward comme le second frère, et non le troisième.
Pas un mot non plus n'est dit de l'arrestation et de l'emprisonnement de Mrs Leigh Perrot, la tante de Jane Austen, arrêtée à Bath pour vol à l'étalage. Cependant, selon les critères des biographies du XIXe siècle, « aucune de ces dissimulations n'est surprenante ».
Jane Austen elle-même y est décrite comme une personne tranquille, évitant la gloire et la réputation professionnelle, focalisée sur son foyer, n'écrivant que dans les intervalles que lui laissent les lourdes charges ménagères d'une fille, d'une sœur, et d'une tante attentionnée ; cependant, les manuscrits publiés en même temps que la biographie évoquent un tout autre portrait, celle d'un auteur acharné revoyant sans cesse son texte, et d'un « esprit sardonique et insatisfait » (restless and sardonic spirit).
Et dans les citations qu'il fait de la petite œuvre parodique de Jane Austen écrite en 1816, Plan of a Novel, James Edward Austen-Leigh prend bien soin d'émonder les passages qui feraient apparaître une Jane Austen sarcastique, moqueuse, bref, non conforme au personnage angélique représenté dans sa biographie.
La teneur hagiographique très victorienne de A Memoir of Jane Austen est en conséquence telle que l'on a désigné la Jane Austen qui y est dépeinte comme St Aunt Jane of Steventon-cum-Chawton Canonicorum, « Sainte tante Jane du clergé de Steventon-et-Chawton ».

## Accueil critique et postérité
L'ouvrage eut un effet « immédiat » et « incalculable » sur la vision qu'avait le public de Jane Austen. Il créa de l'intérêt pour les œuvres d'un auteur qui, pendant un demi-siècle, n'avait guère été lue que par une élite littéraire, et la popularité de Jane Austen fit un bond considérable. La publication de A Memoir of Jane Austen entraîna aussi la réédition de ses romans. Les premières éditions populaires ont été publiées en 1883 ; il s'agissait d'une série publiée par Routledge, au prix de six pence. Elles furent suivies par des éditions plus recherchées, illustrées, des collectors ou des éditions savantes.
Malgré tout, l'image de la « chère tante Jane » (dear aunt Jane) présentée par la biographie écrite par James Edward Austen-Leigh ne fut sérieusement remise en cause que dans les années 1940, lorsque le psychologue D. W. Harding soutint qu'il voyait dans les œuvres de Jane Austen une « haine contrôlée ». À l'exception de l'édition de Harding de 1965, il n'y a pas eu d'analyse critique sérieuse de A Memoir of Jane Austen, et peu d'attention critique portée à l'ouvrage.
Cependant, comme l'écrit Kathryn Sutherland, « James Edward Austen-Leigh […] a rassemblé là un travail essentiel sur la biographie de Jane Austen », dont on a dit qu'il s'agissait de « la source première de toutes les biographies ultérieures » de Jane Austen».

## Portraits de Jane Austen

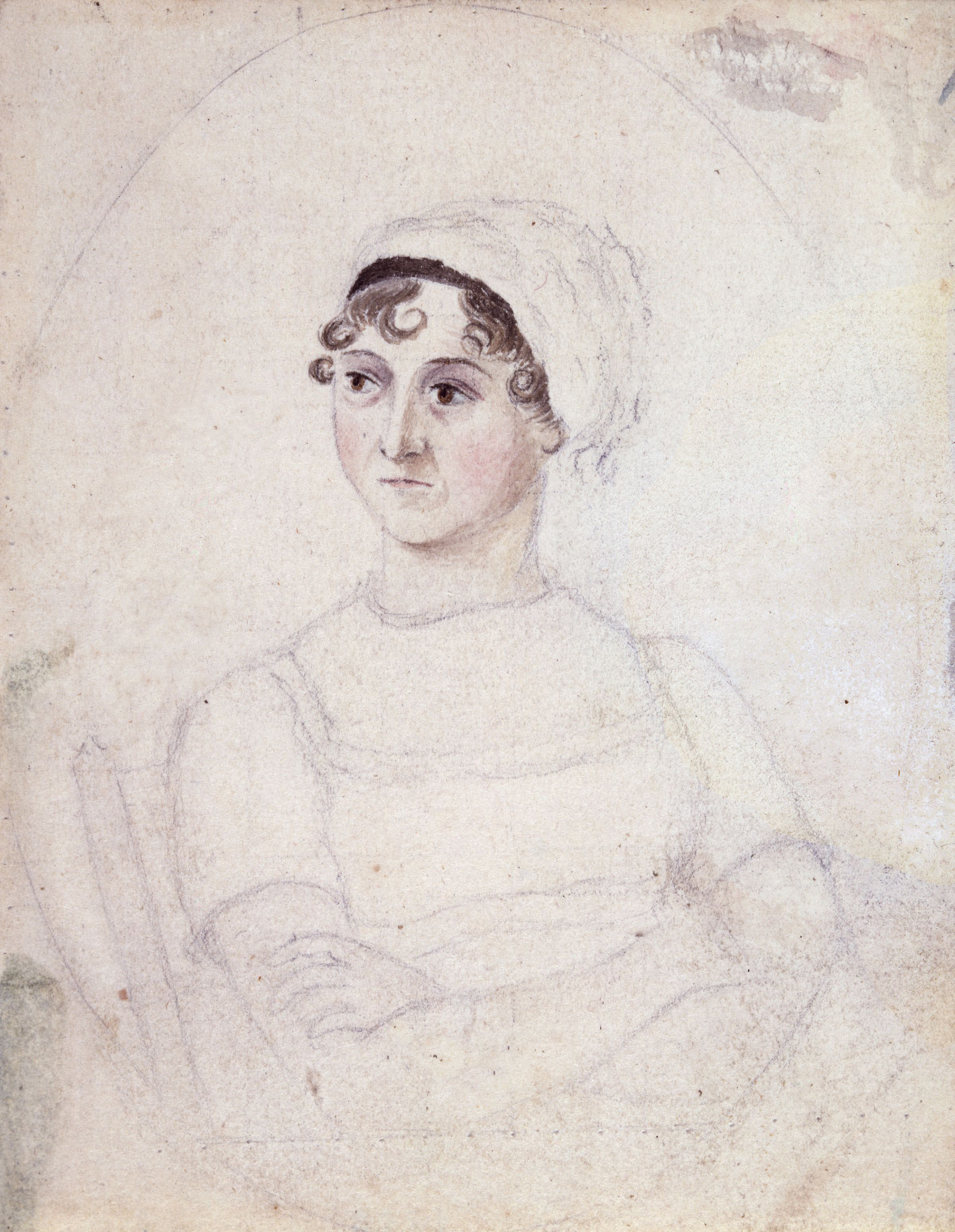
Portrait de Jane Austen exécuté par sa sœur Cassandra vers 1810.

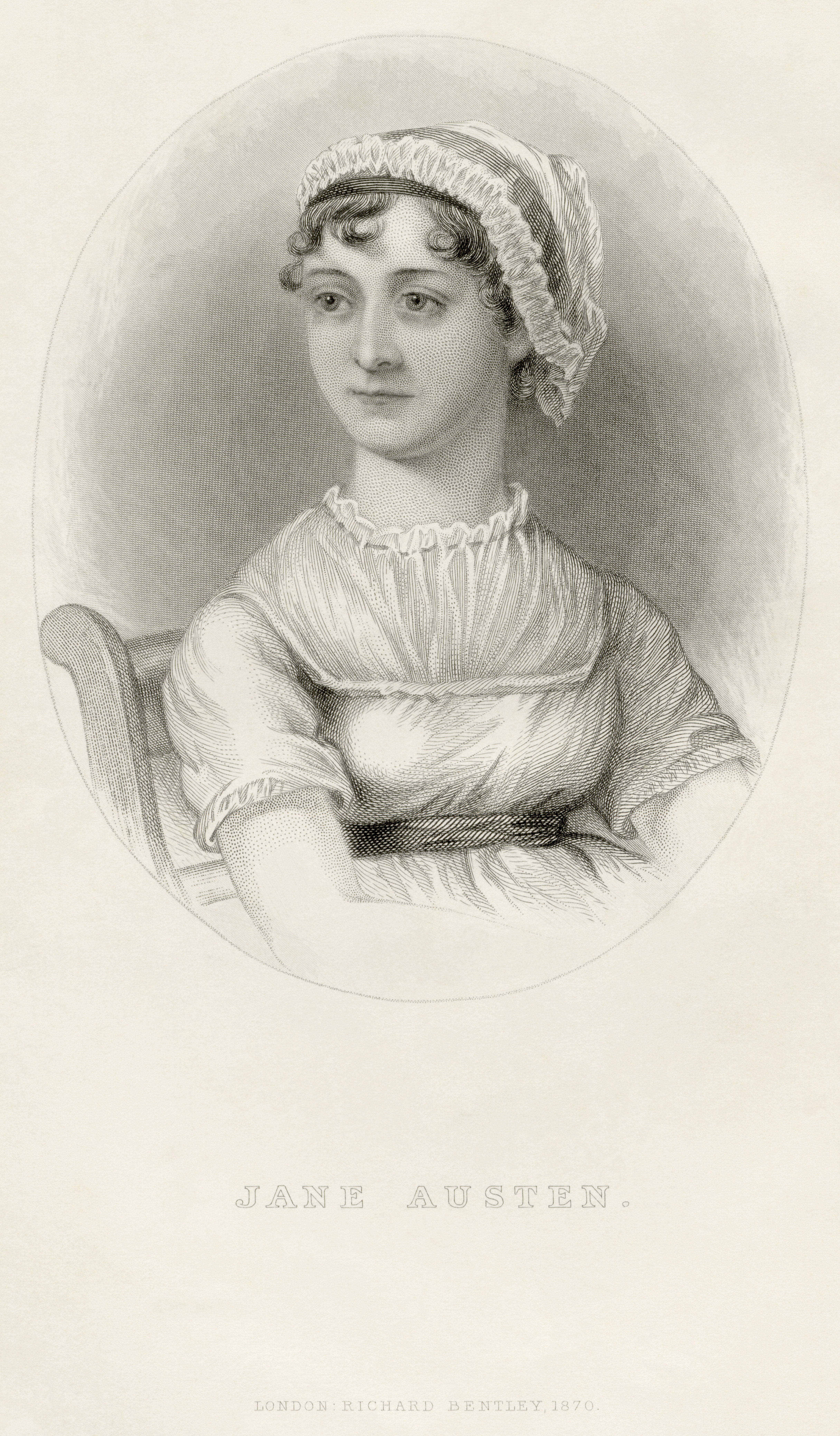
Portrait de Jane Austen publié dans A Memoir of Jane Austen en 1870, gravé d'après une aquarelle de James Andrews de Maidenhead, elle-même tirée du portrait fait par Cassandra Austen.

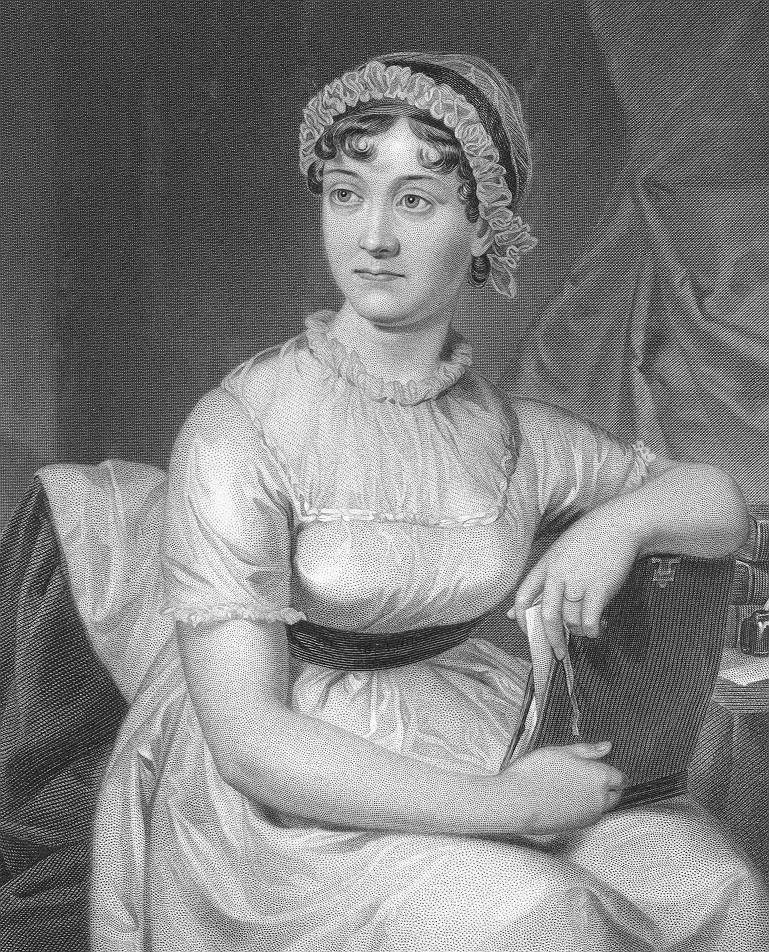
Portrait « classique » de Jane Austen, publié ultérieurement (vers 1873 ?).

C'est dans A Memoir of Jane Austen qu'apparaît la vue d'artiste d'où dérivent les différentes gravures généralement présentées comme portrait de Jane Austen. Cette vue d'artiste a été exécutée, alors que Jane Austen était morte depuis plus de 50 ans, à partir d'une « légère aquarelle » (slight watercolour) faite de son vivant par sa sœur Cassandra. Anna Lefroy considère ce portrait fait par Cassandra (détenu à l'époque de A Memoir of Jane Austen par Cassy Esten, la fille aînée de Charles Austen) comme hideously unlike [her] (« horriblement peu ressemblant »).
Dans une lettre à sa cousine datée du 18 décembre 1869 - donc immédiatement après la publication effective de A Memoir of Jane Austen - Cassy Esten exprime d'ailleurs son soulagement en voyant la manière dont le portrait de Cassandra a été interprété pour aboutir à un résultat « inespéré ». C'est, dit-elle, « un visage très agréable et doux ».
Mais elle ajoute : 

« - bien que, je le confesse, je ne pense pas qu'il ressemble beaucoup à l'original ; mais cela, le public ne pourra pas s'en rendre compte. 
— tho', I confess, to not thinking it much like the original; — but that, the public will not be able to detect »). »

 De son côté, Caroline, la demi-sœur d'Anna, dit à son frère : 

« [...] il y a un air que je reconnais pour être le sien - et bien que la ressemblance générale ne soit pas forte, il montre une physionomie agréable et, dans cette mesure, il représente une vérité - et le résultat ne me déplaît pas.
[...] there is a look which I recognize as hers — and though the general resemblance is not strong, yet as it represents a pleasant countenance it is so far a truth — and I am not dissatisfied with it. »

## Rééditions de l'ouvrage
A Memoir of Jane Austen a été réédité de nombreuses fois depuis sa première publication datée de 1870 (bien que daté de 1870, l'ouvrage a en réalité été publié en décembre 1869).
Entre autres rééditions, on compte :
- James Edward Austen-Leigh. Londres : Richard Bentley and son, 1871 (« auquel est ajouté Lady Susan et les fragments de deux autres contes inachevés, par Miss Austen »)
- James Edward Austen-Leigh. Londres : R. Bentley, 1872
- James Edward Austen-Leigh. Londres : R. Bentley & son, 1886.
- James Edward Austen-Leigh. Londres : Macmillan, 1906
- James Edward Austen-Leigh. Londres : Folio Society, 1989
- James Edward Austen-Leigh, annoté par Louise Ross, David Gilson. Londres : Routledge/Thoemmes Press, 1994
- James Edward Austen-Leigh, annoté par Kathryn Sutherland. Oxford et New York : Oxford University Press, 2002[13].

D'autre part, Guillaume Villeneuve en a donné en 2016 une version française, annotée et préfacée par ses soins, aux éditions Bartillat, sous le titre Mes souvenirs de Jane Austen.

## Autres «souvenirs de Jane Austen»
- Anna Lefroy a, de son côté, écrit en 1864 Recollections of Aunt Jane (« Souvenirs de tante Jane »), publié pour la première fois en 1988[15].

- Caroline Austen, sa demi-sœur, a écrit également un ouvrage, en 1867, My Aunt Jane Austen: A Memoir (« Ma tante Jane Austen : souvenir »), publié pour la première fois en 1952[15].